# Colo (Iowa)
Colo és una població dels Estats Units a l'estat d'Iowa. Segons el cens del 2000 tenia 868 habitants.

## Demografia
Segons el cens del 2000, Colo tenia 868 habitants, 339 habitatges, i 248 famílies. La densitat de població era de 435,2 habitants per km².
Dels 339 habitatges en un 33,6% hi vivien nens de menys de 18 anys, en un 64,3% hi vivien parelles casades, en un 5,9% dones solteres, i en un 26,8% no eren unitats familiars. En el 22,1% dels habitatges hi vivien persones soles l'11,5% de les quals corresponia a persones de 65 anys o més que vivien soles. El nombre mitjà de persones vivint en cada habitatge era de 2,56 i el nombre mitjà de persones que vivien en cada família era de 3,02.
Per edats la població es repartia de la següent manera: un 27,6% tenia menys de 18 anys, un 7,8% entre 18 i 24, un 30,5% entre 25 i 44, un 17,5% de 45 a 60 i un 16,5% 65 anys o més.
L'edat mediana era de 36 anys. Per cada 100 dones de 18 o més anys hi havia 96,9 homes.
La renda mediana per habitatge era de 41.711 $ i la renda mediana per família de 48.438 $. Els homes tenien una renda mediana de 33.500 $ mentre que les dones 24.091 $. La renda per capita de la població era de 19.173 $. Entorn del 2,8% de les famílies i el 5,6% de la població estaven per davall del llindar de pobresa.

## Poblacions més properes
El següent diagrama mostra les poblacions més properes.